# Кръстю Никифоров
Кръстю Тотев Никифоров (поп Кръстю) е български свещеник, свещеноиконом. Националреволюционер, член на Ловешкия частен революционен комитет на ВРО.

## Биография
Кръстю Никифоров е роден през 1838 г. в гр. Ловеч. Учи в родния си град. През 1862 г. Завършва Духовната семинария в Белград. Тук е съратник на Георги Раковски в печатницата на в-к „Дунавски лебед“. Среща се с участниците в Първата българска легия, сред които е Васил Левски.
През 1863 г. е учител във Враца, а по-късно е ръкоположен за свещеник. От средата на 60-те години се премества в Ловеч и служи в черквата „Успение Богородично“.

### Участие в националреволюционата борба
Eдин от учредителите на Ловчанското читалище „Наука“ (1870) и Ловешкия частен революционен комитет на ВРО (1871). За председател на комитета е избран Иван Драсов, а Поп Кръстьо е касиер. Заклева комитетските членове. Има планове да се прехвърли във Влашко и издава вестник.
Стриктен към основните принципи на конспирацията и съветите на Левски (Ако загубя-губя само мене си), никога не доверява на съпругата си. Косвено доказателство за това намираме във факта, че тя посочва снимката на Ангел Кънчев с думите „Този е Левски, дохождал е няколко пъти“. Поп Кръстю е единственият след Левски, който се обявява против авантюрите на Димитър Общи. При очните ставки на арестуваните в Къкрина (27 декември 1872), никой в Ловеч, включително и поп Кръстю, не потвърждава самоличността на Левски.
През 1876 г. ловчанският владика и бъдещ български екзарх Йосиф I назначава поп Кръстю Никифоров за архиерейски наместник в Орхание със звание свещеноиконом.

### Общественик
След Освобождението на България се завръща в Ловеч и служи в църквата „Света Богородица“. Сътрудничи на вестниците на Петко Славейков. Автор е на „Требник“ (1870, сборник от разкази и съчинения). Тук се намира и копие на дописката му „Памятникът на свещенодиакона Игнатия Львский“ до пловдивския вестник „Марица“, отговор на публикация на русенския вестник „Славяни“, която обвинява поп Кръстю, в предателство на Левски. Тази му публикация-опровержение на вече започналите обвинения в предателство не е публикувана. По-късно му гостува Матей Преображенски и старателно го разпитва за Левски. След като изслушва и чува последните думи на поп Кръстьо, че „клетва е дал много години преди всички други и че няма да я пристъпи“, му заявява: „Запази си клетвата и не я оставяй. След тойзи Левски ще дойде другий Левски“. След Освобождението, при поп Кръстьо идва Петър Кунчев, за да проучи как се е стигнало до смъртта на Левски. След като разбира истината заявява: „Нема кабахат (вина) попът“. 
Кръстю Никифоров умира в Ловеч от туберкулоза (1881).

## Спорът за предателството на Васил Левски
Най-напред Любен Каравелов (в. „Независимост“, 1873 – 1874 г.), след това Захари Стоянов, Иван Вазов (ода „Левски“ в стихосбирката „Гусла“ (1881), Димитър Страшимиров, Антон Страшимиров, Александър Бурмов, професор Иван Унджиев, Константин Илиев и др. поддържат версията за предателството на поп Кръстю. В гр. Ловеч след Освобождението това са: Юсеин Бошнак, Марин поп Луканов, Стефан Дренков, Иван Драсов и Димитър Пъшков.
Съществува друга версия, според която поп Кръстю е бил „жертва на оклеветяване“ от страна на участници в комитетската дейност, главно в Ловеч и Плевен. Известно е, че непосредствено преди предателството на Левски, поп Кръстю е касиер на Ловчанския комитет и си закупува къща. Твърди се, че Левски се усъмнява в делата на попа и иска отчет от него къде са комитетските пари.
Третата версия е, че залавянето на Левски при полицейската акция е случайност.
Надписът на паметната плоча, поставена на входа на храма „Успение Богородично“ в Ловеч през 2003 г., гласи: „В този храм служи поп Кръстю Тотев Никифоров, живял: 1838 – 1881 г., борец за църковни, национални и социални свободи. Светлата му памет бе помрачавана 120 години.“  През  2023 с решение на Общинският съвет - Ловеч е именуван площад с името на Поп Кръстю в центъра на града, квартал Вароша.